# Diksonia

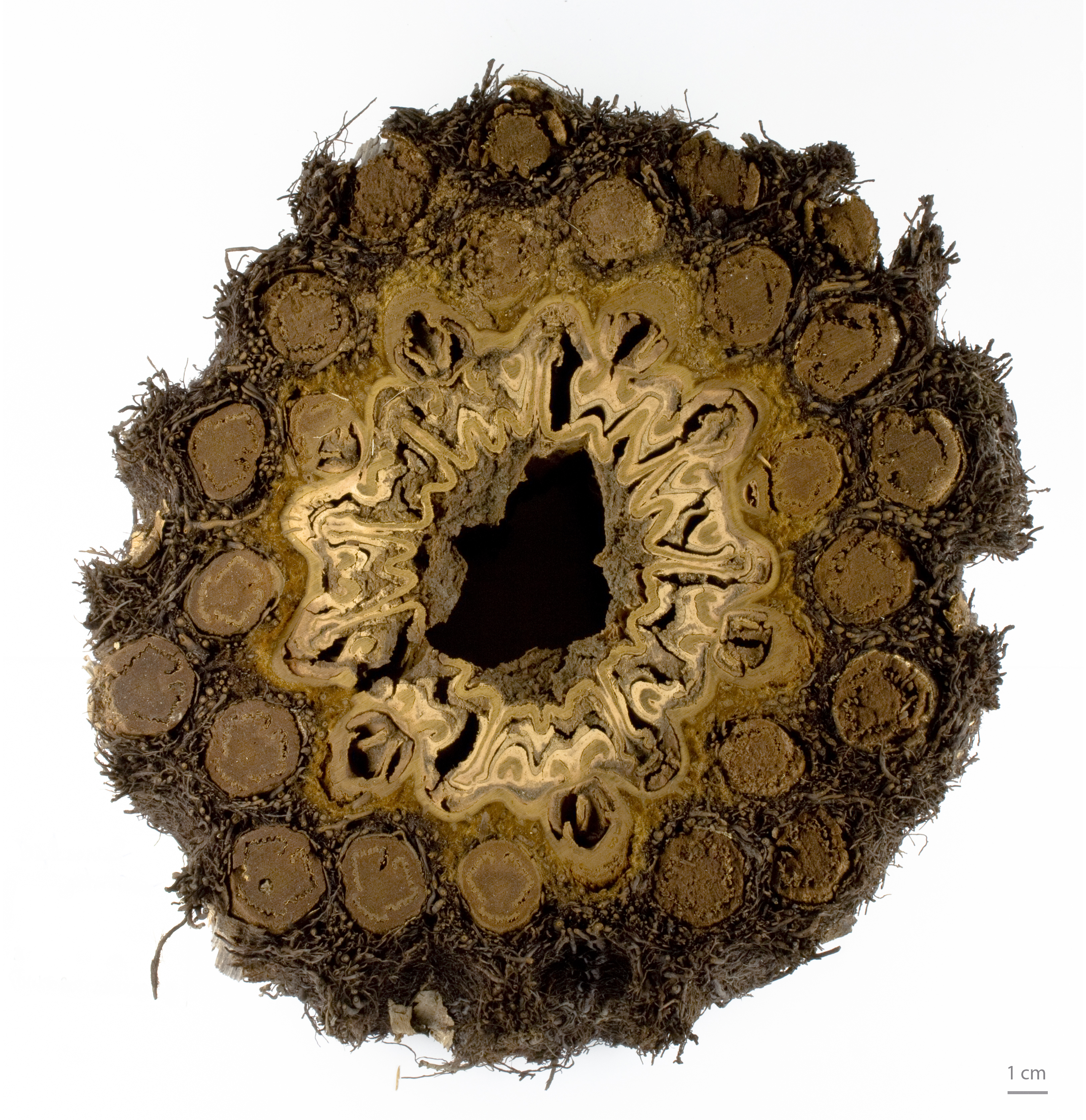
Przekrój przez „pień” diksonii antarktycznej

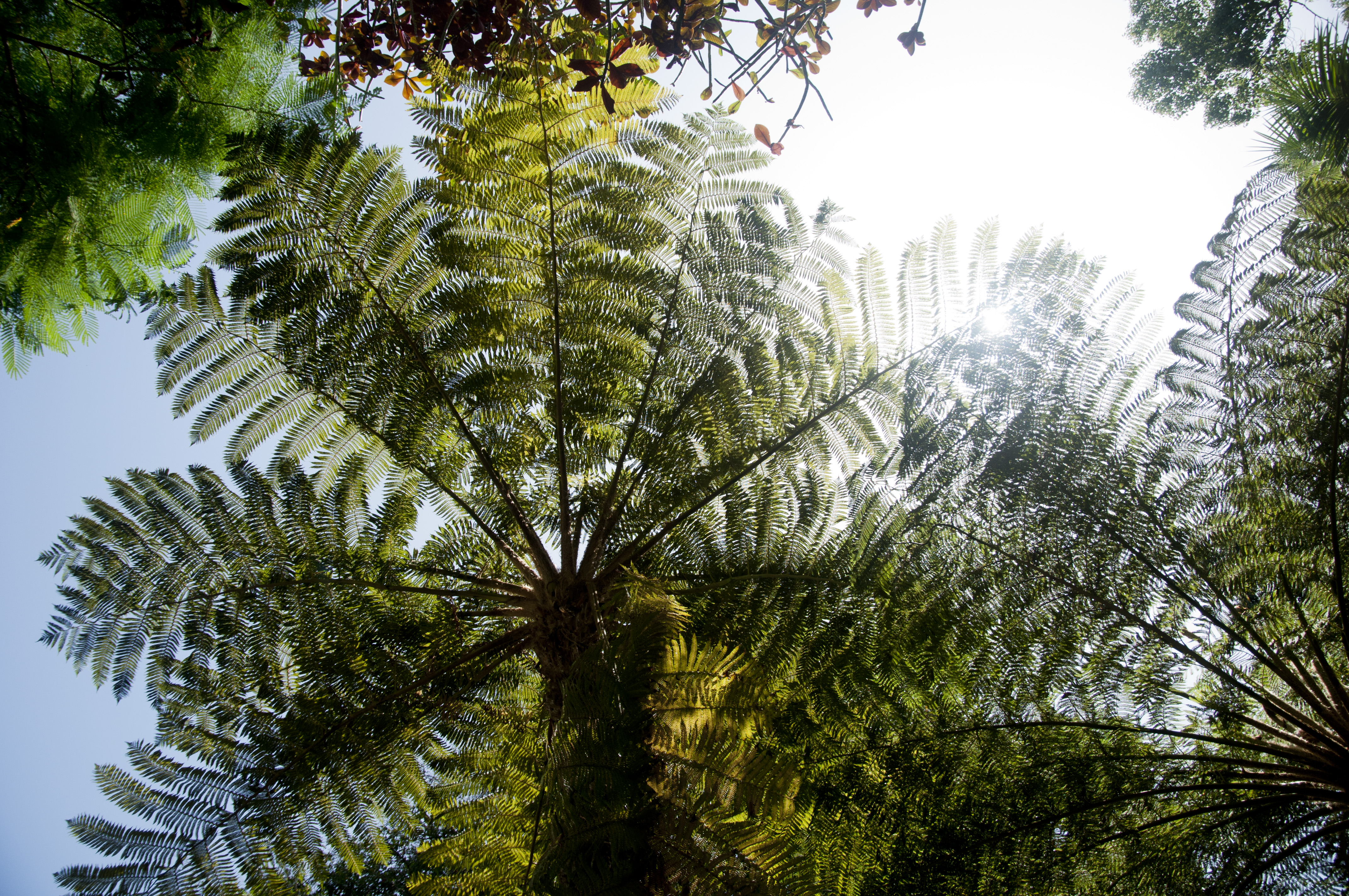
Pióropusze liści Dicksonia arborescens

Diksonia, dwuwijka (Dicksonia L’Herit.) – rodzaj paproci z rodziny diksoniowatych. Obejmuje 25–26 gatunków. Zasięg rodzaju obejmuje Wyspę Świętej Heleny, Amerykę Centralną, rozległe obszary Ameryki Południowej (bez jej południowej i środkowo-wschodniej części), Wyspy Juan Fernández, Archipelag Malajski i wyspy Oceanii na wschód od niego (Nowa Gwinea, Nowa Kaledonia, po Samoa), wschodnią część Australii i Nową Zelandię. Największe zróżnicowanie gatunkowe występuje w górskich lasach w Malezji i Nowej Gwinei (tam też potencjalnie występować mogą taksony wymagające jeszcze odkrycia). Są to paprocie naziemne rosnące głównie w lasach górskich w strefie tropikalnej oraz w lasach nizinnych strefy subtropikalnej i umiarkowanej na półkuli południowej; zwykle w lasach o dużej wilgotności, z częstymi mgłami i mżawkami. Wolno rosnące okazy mogą osiągnąć znaczny wiek, prawdopodobnie ponad 200 lat. Ich pnie są często zasiedlane przez epifity.
Diksonia antarktyczna D. antarctica, rzadziej inne gatunki, uprawiane są jako rośliny ozdobne (w klimacie ciepłym i łagodnym w gruncie, gdzie indziej w pomieszczeniach). Pnie tych paproci wykorzystywane były jako źródło pożywienia i do celów konstrukcyjnych, współcześnie do tworzenia podłoży do upraw. 
Początkowo wszystkie paprocie z tego rodzaju ujęte były w załączniku II konwencji o międzynarodowym handlu dzikimi zwierzętami i roślinami gatunków zagrożonych wyginięciem (CITES), wprowadzającej ograniczenia w handlu roślinami pozyskiwanymi z natury, później pozostawiono na nim tylko kilka gatunków południowoamerykańskich. Za największe zagrożenie dla tych roślin uznaje się utratę siedlisk, dla D. sellowiana istotnym zagrożeniem jest przerabianie jej pni na podłoże do uprawy storczyków. Rośliny eksportowane z Tasmanii i Nowej Zelandii uprawiane są pod okapem drzewostanów na plantacjach sosnowych.

## Morfologia

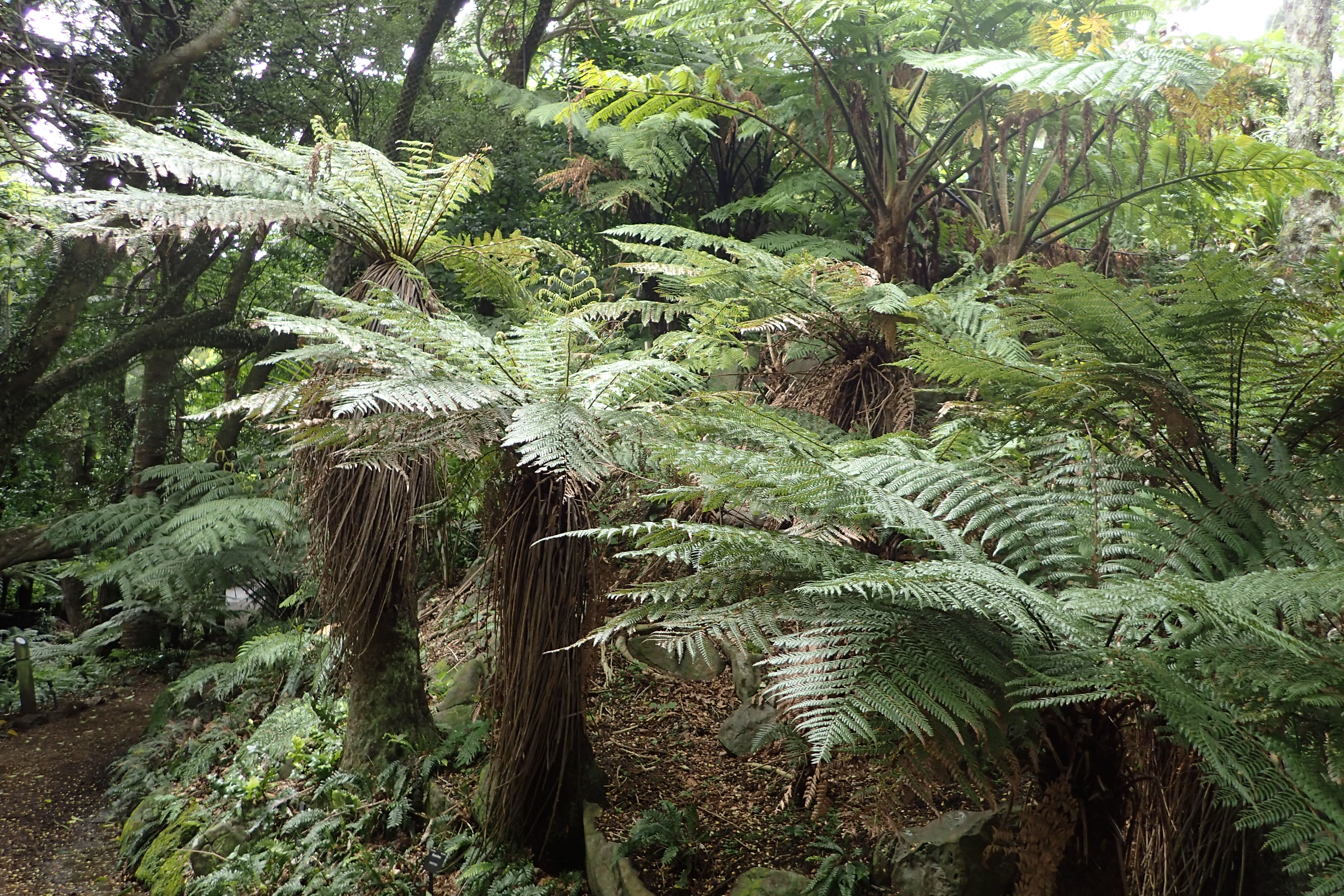
Dicksonia fibrosa

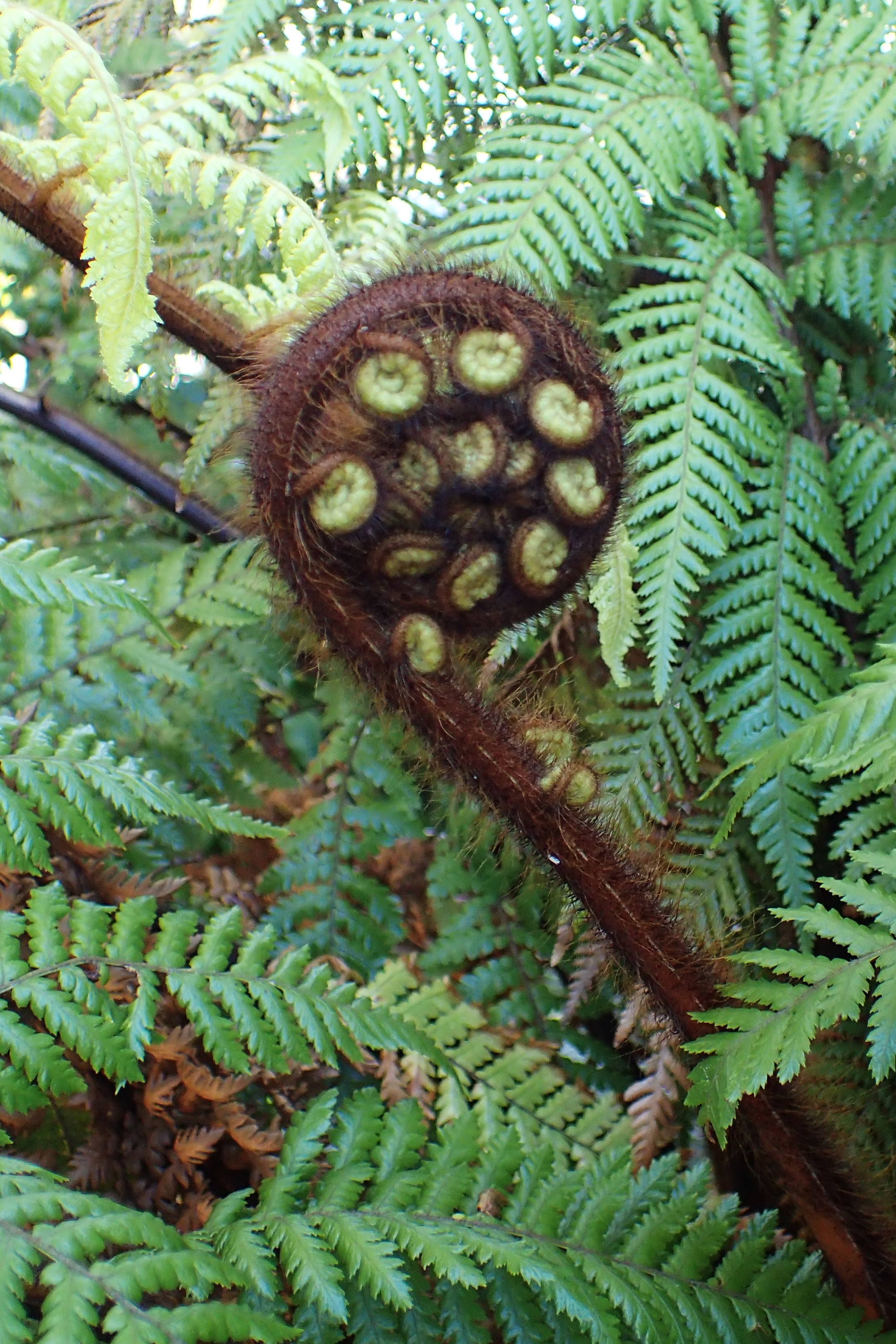
Rozwijający się liść Dicksonia squarrosa

PokrójPaproć drzewiasta o kłączu, które może wznosić się na ponad 10 m wysokości (maksymalnie do 15 m) i tworzyć „pień” otoczony gęstą matą korzeni powietrznych osiągający nawet ponad 2 m średnicy (D. antarctica i D. fibrosa). U części gatunków pień bywa też cienki, a rzadko też płożący (np. formy D. lanata z Nowej Zelandii). Pnie pokryte są w górnej części w różnym stopniu długimi, wielokomórkowymi, żółtymi lub brązowymi włoskami (brak łusek, typowych dla podobnych poza tym olbrzymek Cyathea). U wielu gatunków pień chroniony jest dodatkowo płaszczem tworzonym przez zasychające i otulające go stare liście.
LiścieSkupione w okazały pióropusz na szczycie pnia. Liście są duże – osiągają do 4 m długości, najczęściej jednak mają długość w przedziale 1,8 do 2,4 m. Ich blaszka jest co najmniej dwukrotnie pierzasto złożona. Wszystkie liście są jednakowe lub liście płodne różnią się od płonnych (występuje dimorfizm) – ich tkanka asymilacyjna jest zredukowana. Końcowe odcinki liści są siedzące, piłkowane na brzegach lub pierzastowcinane. Liście są zwykle owłosione u nasady i od spodu (brak łusek), czasem brodawkowate, liście zwykle są szorstkie i twarde.
ZarodnieZebrane są w kuliste lub owalne kupki zarodni (sori) tworzące się na końcach żyłek przewodzących na skraju odcinków liścia, na ich dolnej stronie. Kupki zarodni chronione są przez zawijający się nad nimi brzeg liścia oraz błoniastą zawijkę, charakterystyczną ze względu na to, że jest dwuczęściowa, asymetryczna, położona bocznie i ma formę miseczkowatą. Zarodnie mają cienkie ścianki i wyrastają na wypukłości, utworzonej przez tkankę liścia, zwanej łożyskiem.
ZarodnikiKulistawe, opatrzone blizną tetraedryczną w kształcie litery Y, o powierzchni gładkiej lub w różnym stopniu grudkowatej.

## Systematyka
W systemie PPG I (2016) i wcześniejszym systemie Smitha i in. (2006) jeden z trzech rodzajów w rodzinie diksoniowatych Dicksoniaceae M.R.Schomb., rzadziej klasyfikowany jest do szerzej ujmowanej rodziny olbrzymkowatych Cyatheaceae (w ramach podrodziny Dicksonioideae Link). Rodzaj wyewoluował w jurze (między 208 a 144 milionami lat temu), kiedy olbrzymkowce cechowały się wielkim zróżnicowaniem. Rodzaj był szeroko rozprzestrzeniony – skamieniałości (zarodniki) go reprezentujące znane są z Europy z jury i trzeciorzędu. W trakcie paleogenu (ponad 20 milionów lat temu) nastąpił regres rodzaju i współczesny jego zasięg jest traktowany jako reliktowy.
Rodzaj opisany został na podstawie okazów D. arborescens przywiezionych z Wyspy Świętej Heleny z pierwszej podróży Jamesa Cooka przez francuskiego botanika Charlesa-Louisa L’Héritier de Brutelle w 1788 w pracy Sertum Anglicum. Upamiętnił on nazwą rodzajową botanika specjalizującego się w mszakach – Jamesa Dicksona (1738–1822).
Między gatunkami Dicksonia mieszańce występują rzadko. Znane są mieszańce m. nowozelandzkimi gatunkami D. fibrosa i D. squarrosa.
Wykaz gatunków
- Dicksonia antarctica Labill. – diksonia antarktyczna
- Dicksonia arborescens L'Hér.
- Dicksonia archboldii Copel.
- Dicksonia baudouinii E.Fourn.
- Dicksonia berteroana (Colla) Hook.
- Dicksonia blumei (Kunze) T.Moore
- Dicksonia brackenridgei Mett.
- Dicksonia externa Skottsb.
- Dicksonia fibrosa Colenso – diksonia włóknista[4]
- Dicksonia grandis Rosenst.
- Dicksonia herbertii W.Hill
- Dicksonia hieronymi Brause
- Dicksonia lanata Colenso
- Dicksonia lanigera Holttum
- Dicksonia mollis Holttum
- Dicksonia munzingeri Noben & Lehnert
- Dicksonia perriei Noben & Lehnert
- Dicksonia sciurus C.Chr.
- Dicksonia sellowiana Hook.
- Dicksonia squarrosa (G.Forst.) Sw.
- Dicksonia stuebelii Hieron.
- Dicksonia thyrsopteroides Mett.
- Dicksonia timorensis Adjie
- Dicksonia utteridgei Lehnert & Cámara-Leret
- Dicksonia youngiae C.Moore

## Zastosowanie
Diksonię antarktyczną D. antarctica i D. squarrosa sprowadzono w XIX wieku jako rośliny ozdobne do Europy. Pierwszy z tych gatunków należy do najbardziej rozpowszechnionych w uprawie gatunków paproci drzewiastych. On, ale też D. fibrosa i D. squarrosa, uprawiane są w gruncie na terenach o łagodnym klimacie (Zachodnia Europa, USA, Japonia), gdzie nie występują większe mrozy. Szczególnie na nie wrażliwe są osobniki młode, podczas gdy te mające ponad 1 m wysokości cechują się pewną mrozoodpornością. Diksonia antarktyczna sadzona jest w Australii także w roli żywopłotów, a jej liście stanowiły dawniej w tym kraju tradycyjną ozdobę bożonarodzeniową.
Pnie tych paproci wykorzystywane są po rozdrabnianiu do tworzenia mieszanek podłoży do upraw (czasem z dodatkiem włókien kokosowych, torfowców, granulowanej kory drzew). Podłoże z rozdrobnionych pni diksonii jest wysoko cenione zwłaszcza przez uprawiających epifityczne storczyki. Problematyczne jest podłoże do uprawy storczyków wytwarzane w Brazylii (tzw. „xaxim”) z rosnącej tam D. sellowiana, dla której stało się to głównym zagrożeniem. Mimo że pnie paproci nie zawierają drewna, są na tyle masywne, że bywają wykorzystywane jako surowiec konstrukcyjny. Pnie Dicksonia squarrosa wykorzystywano na Nowej Zelandii do wykładania pomostów na terenach bagnistych. Maorysi budowali z ich pni także budynki do przechowywania żywności. Aborygeni australijscy wykorzystywali kłącza tych paproci jako źródło skrobi. W Ameryce Środkowej i Południowej z pni wyrabia się ozdobne pojemniki do uprawy roślin.

## Uprawa
Rośliny o zróżnicowanej odporności na mróz (najbardziej odporne uprawiane mogą być w strefach mrozoodporności 8–10), także w zależności od wieku (starsze okazy są bardziej odporne). Wymagają ochrony przez wiatrem i stałej, dużej wilgotności (są bardzo wrażliwe na suszę). Preferują stanowiska zacienione lub w półcieniu oraz gleby torfiaste.
Paprocie te rozmnażane są przez sadzonki – ścięte fragmenty pni ukorzenia się w wilgotnym podłożu lub z zarodników.